# Premiul Marcello Mastroianni
Premiul Marcello Mastroianni (în italiană Premio Marcello Mastroianni) este unul din premiile oferite la Festivalul internațional de film de la Veneția. Premiul a fost creat în 1998 în onoarea cunoscutului actor italian Marcello Mastroianni, care decedase la sfârșitul anului 1996. Premiul este acordat pentru cea mai promițătoare apariție a unei actrițe sau a unui actor într-un film prezentat în cadrul festivalului.

## Premii, actori, filme
| An   | Actor și/sau actriță              | Film                       |
| ---- | --------------------------------- | -------------------------- |
| 1998 | Niccolò Senni                     | L'albero delle pere        |
| 1999 | Nina Proll                        | Nordrand                   |
| 2000 | Megan Burns                       | Liam                       |
| 2001 | Gael García Bernal and Diego Luna | Y tu mamá también          |
| 2002 | Moon So-ri                        | Oasis                      |
| 2003 | Najat Benssallem                  | Raja                       |
| 2004 | Marco Luisi and Tommaso Ramenghi  | Lavorare con lentezza      |
| 2005 | Menothy Cesar                     | Heading South              |
| 2006 | Isild Le Besco                    | L'intouchable              |
| 2007 | Hafsia Herzi                      | The Secret of the Grain    |
| 2008 | Jennifer Lawrence                 | The Burning Plain          |
| 2009 | Jasmine Trinca                    | Il grande sogno            |
| 2010 | Mila Kunis                        | Black Swan                 |
| 2011 | Shota Sometani and Fumi Nikaidō   | Himizu                     |
| 2012 | Fabrizio Falco                    | Dormant Beauty             |
| 2013 | Tye Sheridan                      | Joe                        |
| 2014 | Romain Paul                       | Le Dernier Coup de marteau |
| 2015 | Abraham Attah                     | Beasts of No Nation        |
| 2016 | Paula Beer                        | Frantz                     |